# 雨果 (电影)
是一部2011年马丁·斯科塞斯导演的美國冒險劇情片，根据美国作家布萊恩·塞爾茲尼克于2007年发表的历史儿童小说《雨果的秘密》（The Invention of Hugo Cabret）改编而成。导演透過本片向早期电影的先驱之一、法国电影大师乔治·梅里爱致敬。
本片是马丁·斯科塞斯执导的首部3D影片，美国于11月23日上映。

## 剧情
1931年的巴黎，14歲的雨果·卡布雷特 (Hugo Cabret) 與在博物館擔任鐘錶匠的父親相依為命。雨果的父親在博物館發現了一具壞掉的發明——一個上發條就能提筆寫字的人型機械。父子倆試圖修復它，並在筆記本中記錄他們的工作。由於父親意外去世，雨果只得與在蒙帕納斯火車站工作的叔叔克勞德一道住進車站鐘樓。克勞德是個酒鬼，並在某日忽然下落不明，雨果害怕被車站督察古斯塔夫·達斯特送進孤兒院，遂繼續維修車站內的時鐘偽裝叔叔仍在，並偷取車站商店的麵包牛奶維生。雨果繼續修理著自動人偶，認為它包含他父親留下的訊息，卻發現機器需要一把心形鑰匙才能啟動。
雨果在玩具店偷零件時被脾氣古怪的店主喬治抓到，喬治拿走了他的筆記本，威脅要毀掉它。幸賴喬治的教女伊莎貝爾協助，喬治才同意雨果在他的玩具店工作來交換筆記本與玩具零件。雨果和伊莎貝爾很快成了好朋友，並在得知喬治不准伊莎貝爾看電影後一起溜進電影院。在發現伊莎貝爾戴著心形鑰匙後，雨果向她展示了自動人偶，自動人偶成功被鑰匙啟動並描繪出了 1902 年電影《月球之旅》中砲彈飛船射中月球場景的速寫。伊莎貝爾注意到速寫上的署名“喬治·梅里愛(Georges Méliès)”正是教父喬治的名字，就與雨果一起回家尋找線索，發現了包含這張速寫在內的一箱畫稿，但也很快被喬治發現，喬治在憤怒與沮喪中將兩人趕出了房間。
雨果記得父親曾與他描述過某部電影有過速寫中的情景，和伊莎貝爾一起到圖書館查找資料，在那裡巧遇電影研究家勒內·塔巴德（René Tabard），勒內告訴兩人喬治·梅里愛是一名傳奇電影大師，但作品在第一次世界大戰後幾乎散失，本人也因消聲匿跡多年而被認為已經過世。當伊莎貝爾告訴勒內喬治仍然在世，他顯得十分驚喜，遂與兩人約定明晚攜帶喬治·梅里愛唯一的存世之作《月球之旅》拜訪喬治家。
在喬治家中，勒內認出喬治的妻子讓娜（Jeanne）正是梅里愛多部影片中的女演員熱阿娜·達爾西（Jehanne d'Alcy）；一行人藉手搖放影機觀看了電影，也吵醒了在房間休息的喬治。在讓娜、伊莎貝爾與勒內的懇求下，喬治終於道出了自己的過去：數十年前，魔術師出身的他慧眼獨具的注意到電影的潛力，他建立了工作室，創作了不計其數富有想像力的作品；但當世界大戰的殘酷令人們對夢想失去興趣，他的電影事業也隨之瓦解，喬治深陷不再被時代需要的挫折感，他燒毀工作室的一切，並把電影膠捲賣給了工廠製作鞋跟。最後，他感嘆早年製造的精巧自動機雖然捐給了博物館卻也難逃丟失的命運，雨果意識到那正是他所修理的自動人偶。
雨果決定將自動人偶還給喬治，但卻被得知克勞德死訊的古斯塔夫抓住了。古斯塔夫威脅要帶雨果去孤兒院，趁隙逃跑的雨果逃進鐘樓樓頂，靠著攀爬到鐘樓外離地面數百英尺的時針一度擺脫追蹤。但在逃出車站的路上，自動人偶不慎被人撞進軌道上。雨果跳下來取回它，差點被火車碾過，但在千鈞一髮之際被古斯塔夫所救。而喬治也及時趕到，告訴古斯塔夫這個男孩將由他照顧。
不久後，喬治成為電影學院的會員（教授），並因勒內教授探訪各處尋回的他的多部電影膠捲公開展示而受到表彰。雨果和他的新家人與車站認識的善良人們在公寓裡慶祝，而伊莎貝爾開始寫下雨果的故事。

## 角色
- 班·金斯利 飾演 乔治·梅里埃，原為電影製片人、演員、導演，戰後片場經營不善而倒閉，轉行為玩具雜貨舖老闆。
- 阿萨·巴特菲尔德 飾演 雨果·卡布里特，本片主角，鐘錶匠之子，在父親意外身亡後被叔叔帶走，成為車站時鐘的調整師。
- 科洛·莫瑞兹 飾演 伊莎貝拉，梅里埃的养女，与雨果成为朋友。
- 沙查·巴隆·科恩 飾演 古斯塔夫，车站的巡警，退伍軍人，左腳在戰爭中受傷而不良於行，裝有輔助裝置，個性頑固但並非壞人。
- 雷·温斯顿 飾演 克勞德，雨果失蹤的叔叔，酒鬼。車站時鐘的調整師，在訓練雨果成為他的接班人後行蹤不明，後被人發現在塞納河溺斃身亡。
- 艾米莉·莫迪默 飾演 Lisette，花店女主人，受到古斯塔夫愛慕。
- 克里斯多福·李 飾演 Monsieur Labisse，书店主人。
- 海倫·邁柯瑞 飾演 Mama Jeanne，梅里埃的妻子，演員。
- 米高·舒伯 飾演 René Tabard，电影史学家。
- 弗朗塞斯·德拉图尔（英语：Frances de la Tour） 飾演 Madame Emile，咖啡廳的主人。
- 理查德·格里菲斯 飾演 Monsieur Frick，在車站經營报攤。
- 裘德·洛 飾演 雨果的父亲，鐘錶匠，死于一场火灾。

## 制作

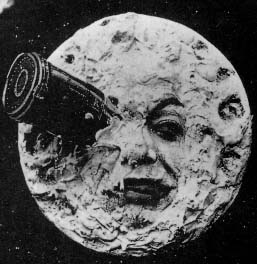
1902年Georges Méliès导演的电影《月球旅行记》（Le voyage dans la lune）的海报，本片被认为是科幻电影的开山之作

原著发行不久GK Films公司在2007年就获得了影片改编权。在伦敦Shepperton Studios、伦敦、巴黎和劍橋郡彼得伯勒附近的保存铁路——Nene Valley Railway拍摄，剧组租用了Nene Valley Railway的Compagnie Internationale des Wagons-Lits全部车辆。

## 史實

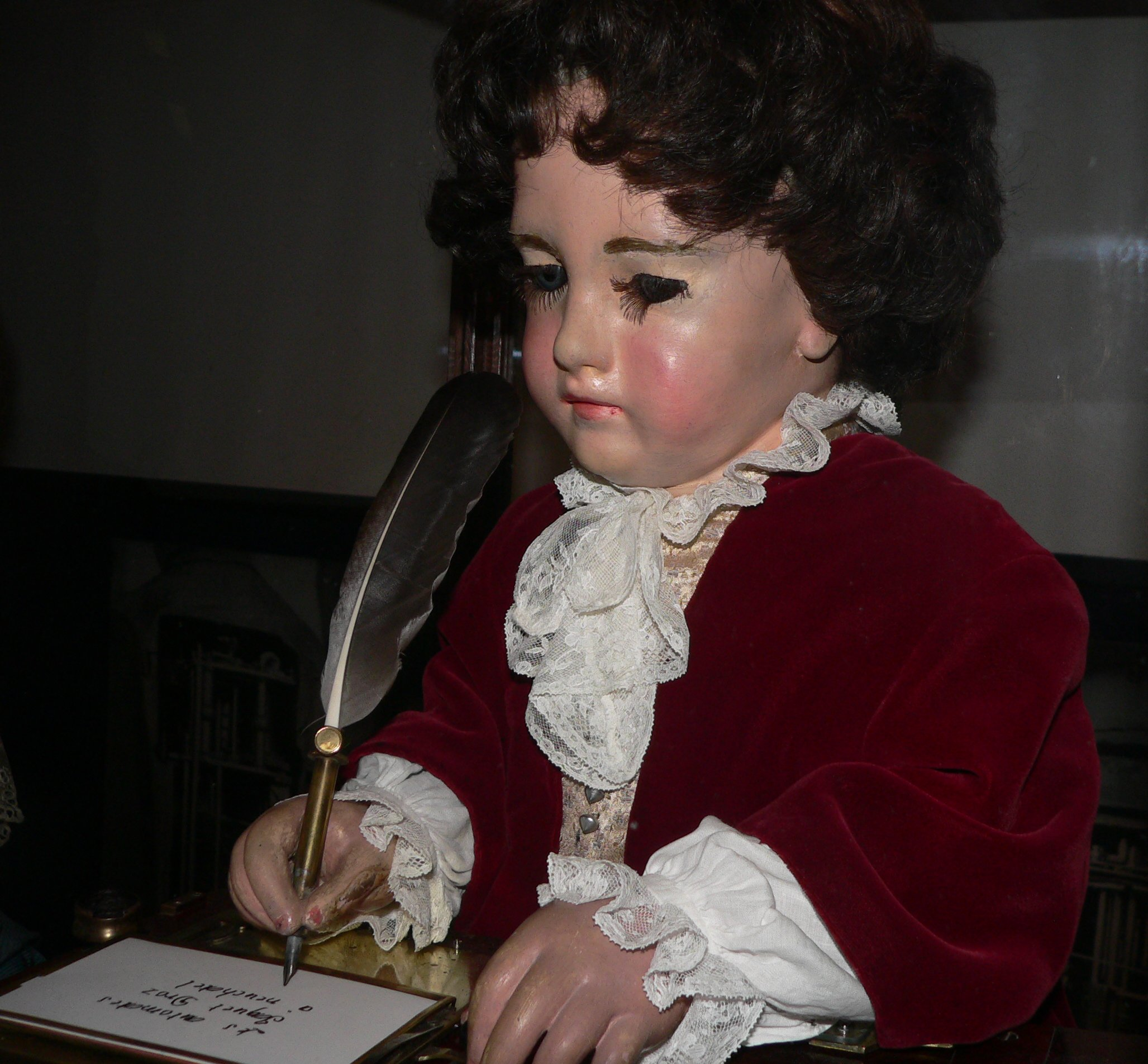
電影裏的機器人靈感來自賈桂-道茲機械玩偶的"the writer"

電影裏整體故事背景以及乔治·梅里爱（Georges Méliès）主要生活演出，大致上描述的確為史實：他確實看過盧米埃兄弟的展演後開始對電影感興趣；他是魔術師，也是玩具發明家；有過製作機器人（automata）的試驗；擁有自己的劇場（胡迪尼劇場，Theatre Robert-Houdin）；不得不面臨破產；電影膠捲被溶解作為產品材料；同樣於巴黎蒙帕納斯車站當玩具商販，且最後在歷經一段被遺忘的難熬時期，終於獲得法國榮譽軍團勳章（Légion d'honneur）。許多梅里葉早期的默片都經典重現於大銀幕中，像是《月球旅行记》（Le voyage dans la lune，1902）。
電影中雨果夢境片段，來自著名的1895年巴黎蒙帕納斯車站出軌意外。車站主體是以巴黎北站為藍本，但鐘樓是出自於巴黎里昂車站，而時鐘大約地點是奧賽車站（現今為奧賽博物館），以及蒙帕納斯（Montparnasse）的高牆及高架軌道，其他部分取材自巴黎奧斯特里茨車站。

## 電子遊戲
THQ和 Paramount Digital Entertainment将发行影片改编成的视频游戏于任天堂DS和任天堂3DS中，仍由裘德·洛扮演雨果父亲的角色，主角雨果則是由約書亞·賽思配音。

## 票房
美国于11月23的周三上映，首周五天收获1538万美元，其中周末三天为1135万名列第五位。

## 评价
媒体综评85分，其中《帝国杂志》、《Salon.com》、《全球邮政》、《波士顿环球报》、《时代周刊》、《芝加哥太阳报》、《纽约客》等12家媒体出具满分；烂番茄新鲜度高达97%；观众评分A-，本片赢得了一片赞誉之词。
代表性评价有：“浓厚的极具假日季古典风情，刺激而滑稽的剧情足以满足孩子，深蕴其中的伤感与情丝可以满足成人，相信在数年之后，我们依然会不断地回味各中韵味”，“剧情围绕着一个以火车站为家的流浪孤儿逐步展开，丰富的镜头插画语言以及《阿凡达》之后最为出彩的3D映画，足以令人流连忘返”，“令人欣喜而珍贵的镜头画面，温暖而娴熟的掌控手法，这些正是我们喜爱本片的原因”，“魔法、机械、记忆、梦想，有如飞天神舞的3D的映画配以感人至深的情节铺设，不愧为大师也！”。
《时代周刊》将本片列为2011年度十佳影片中的第二位，仅居法国“黑白默片”《艺术家》之后。
《蘋果日報》的黃國兆表示：「《雨果》本身不僅是老幼咸宜的歷險故事，史高西斯亦借此明志。一位非常熱愛電影藝術的導演寫給電影的情書，並向法國電影先鋒人物佐治梅里愛（Georges Melies）致敬。那時歐洲經歷了一次大戰，社會飽受創傷，電影亦從默片進入有聲片時期，梅里愛的默片乏人問津，一批批的心血膠片被熔解成黏合女士高跟鞋的膠漿。一代偉人，從此銷聲匿跡，被世人遺忘？《雨果》給你一個愜意的答案。」黃國兆再寫：「史高西斯在本片中灌注給電影的愛是驚人的。在影片下半部，電影先鋒人物梅里愛現身之後，就連他昔日的拍片生涯都一一在銀幕上出現。本片攝影師Robert Richardson經常以逆光攝影再加背後補光而增強被攝人物的立體感，令3D效果更出色。如無意外，本片會奪得最佳影片、導演、編劇、攝影、美術、剪接、配樂等最少七個奧斯卡獎。我拭目以待。」

## 奖项
- 2011年度國家評論協會最佳影片与最佳导演奖[11]
- 波士顿影评人协会奖最佳导演[12]
- 第69屆金球獎最佳导演奖
- 第65届英國電影學院獎：最佳音效（Philip Stockton, Eugene Gearty, Tom Fleischman, John Midgley）、最佳美术指导（Dante Ferretti, Francesca Lo Schiavo）
- 入围第84屆奧斯卡金像獎11项提名，获得五个技术奖：最佳攝影、最佳視覺效果、最佳音效剪輯、最佳混音、最佳藝術指導。